# Galianora
Galianora is een geslacht van spinnen uit de familie springspinnen (Salticidae).

## Soorten
De volgende soorten zijn bij het geslacht ingedeeld:
- Galianora bryicola Maddison, 2006
- Galianora sacha Maddison, 2006